# Барри, Мона
Мона Барри (англ. Mona Barrie, урождённая Мона Барли Смит (англ. Mona Barlee Smith), 18 декабря 1909 — 27 июня 1964) — английская актриса, активно выступающая в театрах Австралии, прежде чем сделать карьеру в США и голливудских фильмах.

## Карьера
Мона Барли Смит родилась в Лондоне, в семье комика Фила Смита и эстрадной актрисы Джесси Барли, с 1913 года она жила в Австралии. Её профессиональный дебют на сцене состоялся в 1922 году, в постановке «Весёлая вдова» под руководством Дж. К. Уильямсона, тогда она ещё выступала под именем Мона Барли. В течение следующих десяти лет она играла под руководством Уильямсона, по большей части в музыкальных комедиях, приобретая популярность, появляясь с многочисленными австралийскими звёздами, включая Роя Рене. Её первым фильмом стал мюзикл «Его королевское высочество» (1932), в котором также снимался австралийский комик Джордж Уоллес. В 1933 году она эмигрировала в Нью-Йорк, где заключила контракт с «Fox Film». Там она снялась в своём первом американском фильме «Спящий восток» (1942), уже используя сценический псевдоним Мона Барри.
Не обладая гламурной красотой, она была занята во второстепенных, но не менее важных ролях. За почти двадцать лет своей карьеры она снялась в более чем пятидесяти фильмах. В 1942 году она сыграла в фильме «Рассвет над великой пропастью», последней работе Бака Джонса. Фильм был снят перед гибелью Джонса во время пожара в «Коконат Гроув» в Бостоне, штат Массачусетс. Барри также выступала в различных театрах США, дебютировав на Бродвее в 1937 году.
За свой вклад в развитие киноиндустрии Барри получила звезду на Голливудской «Аллее Славы» в 1960 году. Её звезда находится на голливудском бульваре под номером 6140.

## Личная жизнь и смерть
Мона Барри дважды была замужем. Первым её мужем был Чарльз Гарольд Райсон, этот брак продлился с 1928 по 1931 гг.  В 1938 году она вышла замуж за канадца Пола Маклина Болтона, этот брак продлился до самой её смерти. Ни от одного брака у неё не было детей.
Мона Барри умерла в 1964 году в Лос-Анджелесе, в возрасте 54 лет. Причины её смерти неизвестны. Бари и Болтон были похоронены вместе на кладбище Объединённой церкви Нокс в Азенкуре, Торонто.

## Семья
Сестра Барри, Рене Барли была артисткой и выступала в театрах Варьете, в Австралии 1920-х годах, а её брат, Роли Барли, был главным директором радиостанции Мельбурна «3UZ».

## Фильмография
| Год  | Русское название              | Оригинальное название             | Роль                                                            | Примечание          |
| ---- | ----------------------------- | --------------------------------- | --------------------------------------------------------------- | ------------------- |
| 1932 | Его королевское высочество    | His Royal Highness                |                                                                 |                     |
| 1934 | Чарли Чан в Лондоне           | Charlie Chan in London            | Леди Мэри Бристоль (Lady Mary Bristol)                          |                     |
| 1934 | Одна ночь любви               | One Night of Love                 | Роза Лалли (Rosa Lally)                                         |                     |
| 1934 | Каролина                      | Carolina                          | Вирджиния Бьюкенен (Virginia Buchanan)                          |                     |
| 1934 | Все люди враги                | All Men Are Enemies               | Маргарет Скроп (Margaret Scrope)                                |                     |
| 1934 | Я исправлю это                | I'll Fix It                       | Энн Барри (Anne Barry)                                          |                     |
| 1934 | Такие женщины опасны          | Such Women Are Dangerous          | Ванда Пэрис (Wanda Paris)                                       |                     |
| 1934 | Спящий восток                 | Sleepers East                     | Ада Робиллард (Ada Robillard)                                   |                     |
| 1935 | Непрошенный незнакомец        | Unwelcome Stranger                | Мэдлин Чемберлен (Madeline Chamberlain)                         |                     |
| 1935 | Тайная женщина                | Mystery Woman                     | Маргарет Бенуа (Margaret Benoit)                                |                     |
| 1935 | Буря над Андами               | Storm Over the Andes              | Тереза (Theresa)                                                |                     |
| 1935 | Женская любовь опасна         | Ladies Love Danger                | Рита Уизерспун (Rita Witherspoon)                               |                     |
| 1935 | Мелодия задерживается         | The Melody Lingers On             | Сильвия Турина (Sylvia Turina)                                  |                     |
| 1936 | Король бурлеска               | King of Burlesque                 | Розалинд Клив (Rosalind Cleve)                                  |                     |
| 1936 | Любовь в бегах                | Love on the Run                   | Баронесса Хильда Спандерманн (Baroness Hilda Spandermann)       |                     |
| 1936 | Послание к Гарсиа             | A Message to Garcia               | Испанский шпион (Spanish Spy)                                   |                     |
| 1936 | Сюда приходит беда            | Here Comes Trouble                | Эвелин Ховард (Evelyn Howard)                                   |                     |
| 1937 | Я встретила его в Париже      | I Met Him in Paris                | Хелен Андерс (Helen Anders)                                     |                     |
| 1937 | Гора справедливости           | Mountain Justice                  | Эвелин Уэйн (Evelyn Wayne)                                      |                     |
| 1937 | Есть, о чём петь              | Something to Sing About           | Стефани 'Стеффи' Хаджос (Stephanie 'Steffie' Hajos)             |                     |
| 1938 | Любовь, честь и поведение     | Love, Honor and Behave            | Лиза Блейк (Lisa Blake)                                         |                     |
| 1938 | Скажи это по-французски       | Say It in French                  | Леди Вествер (Lady Westover)                                    |                     |
| 1938 | Мужики — такие тупицы         | Men Are Such Fools                | Беатрис Харрис (Beatrice Harris)                                |                     |
| 1939 | Комедия новичков              | The Rookie Cop                    | Миссис Гордон Лейн, мама Джерри (Mrs. Gordon Lane, Gerry's Mom) | В титрах не указана |
| 1940 | Кто убил тётю Мэгги?          | Who Killed Aunt Maggie?           | Ева Бенедикт (Eve Benedict)                                     |                     |
| 1940 | Дама с рыжими волосами        | Lady with Red Hair                | Миссис Хильда Брукс (Mrs. Hilda Brooks)                         |                     |
| 1940 | Любовь, честь и ой-ребёнок!   | Love, Honor and Oh-Baby!          | Диди Доре (Deedee Doree)                                        |                     |
| 1940 | Я возьму эту женщину          | I Take This Woman                 | Сандра Мейберри (Sandra Mayberry)                               |                     |
| 1941 | Не давай молокососу передышки | Never Give a Sucker an Even Break | Жена продюсера (The Producer's Wife)                            |                     |
| 1941 | Жаворонок                     | SkylarkSkylark                    | Чарли Горелл (Charlette Gorell)                                 |                     |
| 1941 | Когда встречаются леди        | When Ladies Meet                  | Мейбл Гиннесс (Mabel Guiness)                                   |                     |
| 1941 | Эллери Куин и кольцо убийцы   | Ellery Queen and the Murder Ring  |                                                                 |                     |
| 1941 | Убийство среди друзей         | Murder Among Friends              | Клер Тюрк (Clair Turk)                                          |                     |
| 1942 | Каир                          | Cairo                             | Миссис Моррисон (Mrs. Morrison)                                 |                     |
| 1942 | Сегодня я сижу                | Today I Hang                      | Марта Кортни (Martha Courtney)                                  |                     |
| 1942 | У мадам проблемы              | Lady in a Jam                     | Женщина (Woman)                                                 | В титрах не указана |
| 1942 | Рассвет над великой пропастью | Dawn on the Great Divide          | Сэди Ранд (Sadie Rand)                                          |                     |
| 1942 | Трагедия в полночь            | A Tragedy at Midnight             | Альта Уилтон (Alta Wilton)                                      |                     |
| 1942 | Странный случай доктора Rx    | The Strange Case of Doctor Rx     | Эйлин Криспин (Eileen Crispin)                                  |                     |
| 1942 | Дорога к счастью              | Road to Happiness                 | Милли Ранкин (Millie Rankin)                                    |                     |
| 1942 | Синкопация                    | Syncopation                       | Лилиан (Lillian)                                                |                     |
| 1943 | Одна опасная ночь             | One Dangerous Night               | Джейн Меррик (Jane Merrick)                                     |                     |
| 1944 | Гроза над Лиссабоном          | Storm Over Lisbon                 | Эвелин (Evelyn)                                                 |                     |
| 1946 | Маска Дьявола                 | The Devil's Mask                  | Луиза Митчелл (Louise Mitchell)                                 |                     |
| 1946 | Перед самым рассветом         | Just Before Dawn                  | Харриет Траверс (Harriet Travers)                               |                     |
| 1946 | Секрет Свистуна               | Secret of the Whistler            | Линда Вейл (Linda Vail)                                         |                     |
| 1947 | Касс Тимберлэйн               | Cass Timberlane                   | Эйвис Элдерман (Avis Elderman)                                  |                     |
| 1947 | Я прикрываю большой город     | I Cover Big Town                  | Дора Хилтон (Dora Hilton)                                       |                     |
| 1947 | Когда девушка красивая        | When a Girl's Beautiful           | Кордова (Cordova)                                               |                     |
| 1948 | Моя собака Расти              | My Dog Rusty                      | Доктор Антония 'Тони' Корделл (Dr. Antonia 'Toni' Cordell)      |                     |
| 1952 | В первый раз                  | The First Time                    | Кэсси Мейхью (Cassie Mayhew)                                    |                     |
| 1952 | Странное увлечение            | Strange Fascination               | Диана Фаулер (Diana Fowler)                                     |                     |
| 1953 | Грабёж под солнцем            | Plunder of the Sun                | Турист (Tourist)                                                | В титрах не указана |